# Janet Mock
Pour les articles homonymes, voir Mock.
Janet Mock est une présentatrice de télévision, productrice, scénariste, réalisatrice et activiste pour les droits des personnes transgenres américaine, née le 10 mars 1983 à Honolulu.
Elle est l'autrice du best-seller Redefining Realness, rédactrice pour Marie Claire, et ancienne membre de l'équipe éditoriale du site web du magazine People,,,,,.

## Enfance et éducation
Janet Mock est née à Honolulu, Hawaï. Second enfant de la famille, elle passe la plupart de son enfance à Hawaï, et une partie à Oakland, en Californie, ainsi qu'à Dallas,,. Son père est afro-américain et sa mère est hawaïenne.
Elle commence sa transition d'homme vers femme alors qu'elle est en première année de lycée. Elle la finance en se prostituant durant son adolescence.
Elle joue au volley-ball au lycée, un sport qui la rapproche de son amie Wendi et qui l'aide à exprimer sa féminité. Elle choisit son nom Janet d'après la chanteuse Janet Jackson. Elle bénéficie d'une chirurgie de réassignation sexuelle en Thaïlande, à l'âge de 18 ans, au milieu de sa première année d'université.
Elle est la première personne de sa famille à aller à l'université. Elle obtient un bachelor of Arts en commerce de la mode à l'université d'Hawaii à Manoa et un master en journalisme de l'université de New York en 2006,.

## Carrière
Après l'obtention de son master en journalisme, Janet commence sa carrière au sein du magazine People, où elle est membre de la rédaction pendant plus de cinq ans. Sa carrière dans le journalisme passe de rédactrice à défenseure des médias lorsqu'elle fait son coming-out en tant que femme trans en 2011 dans un article de Marie Claire, écrit par Kierna Mayo. Janet conteste la façon dont le magazine interprète son genre en indiquant qu'elle est née et a grandi comme un garçon,. « Je suis née dans ce que les médecins appellent un corps de garçon. Je n'avais pas le choix de mon sexe à la naissance… La chirurgie reconstructive n'a pas fait de moi une fille. J'ai toujours été une fille ».
Elle présente une vidéo à propos de son expérience en tant que femme transgenre au projet It Gets Better de 2011, et écrit sur différents sujets pour Marie Claire, Elle, The Advocate, le Huffington Post et XoJane,,.
En 2012, Janet Mock publie son premier livre chez Atria Books, une division de Simon & Schuster, qui est publié sous le nom Redefining Realness: My Path to Womanhood, Identity, Love & So Much More en février 2014. C'est le premier livre écrit par une personne transgenre qui a vécu sa transition en tant que jeune personne. Redefining Realness s'inscrit sur la liste des best-sellers du New York Times pour les livres reliés non romanesques, et contient ses souvenirs personnels, souvent aux côtés de statistiques ou de théorie sociale[réf. souhaitée].
La critique féministe bell hooks se réfère aux mémoires de Janet comme : « Courageux ! Ce livre est une aide pour transformer sa vie. », tandis que Melissa Harris-Perry dit : « Janet fait ce que seuls les grands écrivains d'autobiographie accomplissent — elle raconte une histoire de soi, qui s'avère être une réflexion sur l'humanité. »[réf. nécessaire].
En 2014, alors qu'elle fait la promotion de son livre Redefining Realness, elle rappelle qu'elle n'a pas choisi le titre de l'article de Marie Claire, et se confronte à beaucoup de problèmes le concernant. L'éditeur de cet article, Lea Goldman, tweete plus tard en soutien à Janet : « To be fair, I do recall @janetmock & @kiernamayo taking issue with our @marieclaire hed, "I Was Born a Boy." I went with it anyway. #regrets ». Janet devient cependant rédactrice de Marie Claire, où elle écrit des articles sur la représentation raciale au cinéma et à la télévision ainsi que sur la présence des femmes trans dans l'industrie de la beauté.

### Télévision
Peu de temps après la signature de son livre, elle quitte son poste de rédactrice chez People.com et devient animatrice de Take Part Live et de sa propre émission de culture, So POPular!, sur la chaîne MSNBC. L'émission hebdomadaire examine les problèmes culturels et décompose toutes les choses que nous prétendons être trop intelligents pour aimer. Janet indique, dans un questions-réponses avec Tribune Business News, que ses héros et ses influences ont été des femmes écrivains telles que Zora Neale Hurston, Maya Angelou, Alice Walker, et Toni Morrison. Tout en enregistrant So POPular!, elle continue de travailler avec MSNBC en tant qu'invitée du Melissa Harris-Perry show, animatrice du Global Citizen Festival, et couvre le tapis rouge du dîner de l'Association des correspondants de la Maison-Blanche. Elle est aussi envoyé spécial pour Entertainment Tonight.
En avril 2015, Oprah Winfrey invite Janet sur Super Soul Sunday pour un segment intitulé Becoming Your Most Authentic Self [Devenir son soi le plus authentique], où elle discute « fièrement et sans vergogne », affirmant son identité. En septembre 2015, Janet est de nouveau invitée à se joindre aux Super Soul Sessions d'Oprah Winfrey où Janet discute de Embracing The Otherness [Adopter l'Altérité].
En plus du Super Soul Sunday, Janet apparaît dans Real Time with Bill Maher, Melissa Harris-Perry, The Colbert Report, et The Nightly Show,,, Elle est en vedette dans un documentaire LGBT, The OUT List, diffusé sur la chaîne HBO le 27 juin 2013.

### Actions LGBT
En 2012, elle lance un hashtag twitter pour valoriser les femmes transgenres : #GirlsLikeUs, qui retient l'attention de plusieurs médias LGBT,,,. Également en 2012, elle donne le discours d'ouverture au Lavender Commencement en honneur aux étudiants LGBT de l'université du Sud de la Californie et prononce le discours d'ouverture du Pitzer College en 2015. Elle est également coprésidente, nommée et présentatrice aux GLAAD Media Awards de 2012.
En juin 2013, Janet rejoint le conseil d'administration de la Fondation Arcus, une fondation de bienfaisance axée sur la conservation des grands singes et des droits des personnes LGBT.
En 2014, à la suite de la condamnation de la militante (et femme transgenre de couleur) Monica Jones, Janet rejoint une campagne contre une loi de Phoenix qui autorise la police à arrêter toute personne soupçonnée de « manifester la prostitution », et qui cible les femmes transgenres de couleur. Janet tweete alors, « Speak against the profiling of #TWOC [Trans Woman Of Color], like Monica Jones. Tweet #StandWithMonica + follow @SWOPPhx [Sex Workers Outreach Project – Phoenix Chapter] now! ».
Aussi en 2014, Janet figure sur la couverture de C☆NDY magazine à l'occasion de leur cinquième anniversaire avec 13 autres femmes transgenres – Laverne Cox, Carmen Carrera, Geena Rocero, Isis King, Gisèle Alicea, Leyna Ramous, Dina Marie, Nina Poon, Juliana huxtable tenant, Niki M'nray, Pêche Di, Carmen Xtravaganza et Yasmine Petite.

### Autres travaux
En mars 2016, Son éditeur, Atria, annonce que Janet est en train de travailler sur son deuxième mémoire avec eux. Surpassing Certainty, promet de reprendre là où Redefining Realness s'est arrêté, relatant « le voyage pour se retrouver, sa voix, et son but lorsqu'elle avait 20 ans à travers une série de premières expériences. ». Janet écrit l'article de couverture pour le numéro de mars 2017 de The Advocate, sur DeRay Mckesson, intitulé « Why DeRay Mckesson Matters » (Pourquoi DeRay Mckesson importe) ainsi que celui de novembre 2016 de Marie Claire sur Nicki Minaj, intitulé « Nicki Minaj is Here To Slay » (Nicki Minaj est là pour massacrer). Le 5 décembre 2016, The Trans List est diffusé sur HBO. Le film est produit par Janet avec le directeur Timothy Greenfield-Sanders. Janet interviewe également les acteurs, qui sont constitués de onze personnalités éminentes transgenres : Laverne Cox, Miss Majeur Griffin-Gracy, Buck Angel, Kylar Broadus, Caroline Cossey, Shane Ortega, Alok Vaid-Menon, Nicole Maines, Bamby Salcedo, Amos Mac et Caitlyn Jenner.
En 2016, Janet écrit la préface pour On Christopher Street: Transgender Stories, un livre de photos et d'histoires par le photographe Mark Seliger.
En 2017, Surpassing Certainty, le deuxième tome des mémoires de Janet, est publié. Le titre du livre est une allusion à Audre Lorde, qui a écrit, « Et à la fin, vous saurez avec une certitude des plus fortes qu'une seule chose est plus effrayante que de dire votre vérité. Et ce n'est pas parler ».

## Honneurs et récompenses
En novembre 2012, le Sylvia Rivera Law Project donne à Janet leur Sylvia Rivera Activist Award.
Janet Mock est incluse dans le Trans 100, la première liste annuelle reconnaissant 100 défenseurs transgenres aux États-Unis, et prononce le discours d'ouverture au lancement de l'événement le 29 mars 2013 à Chicago,,.
Le 14 novembre 2013, Janet est honorée en tant que membre du Top 100 OUT100, les 100 « personnes les plus convaincantes de l'année » du magazine Out et introduit Laverne Cox comme récipiendaire du Reader's Choice Award lors de l'événement. Elle est également nommée dans le Top 100 du magazine GOOD pour « la Construction d'une armée virtuelle pour défendre #GirlsLikeUs [lesFillesCommeNous] ».
Janette apparaît dans la vidéo qui accompagne le Google Doodle pour la Journée Internationale des femmes 2014.
En avril 2014, GLSEN (Gay, Lesbian and Straight Education Network) présente Janet avec l'Inspiration Award lors de la GLSEN Respect Awards et en octobre, la Feminist Press honore son activisme au gala Women & Power.
En 2014, Janet est incluse dans la liste annuelle 40 Under 40 de The Advocate, ainsi que dans leur liste des 50 personnes LGBT les plus influentes dans les médias,. Cette même année, Janet apparaît aussi dans l'annuel Root 100 qui mentionne « les leaders noirs remarquables, innovateurs et façonneurs de culture » âgés de 45 ans et moins
 et Planned Parenthood donne à Janet le Maggie Award pour excellence médiatique dans une campagne de médias sociaux pour son travail dans la création d'un espace puissant et sûr pour les voix transgenres en ligne et au-delà à travers sa page Tumblr Redefining Realness.
En 2015, le magazine Time la nomme l'une des « 30 personnes les plus Influentes sur Internet » et un des « 12 nouveaux visages du leadership noir », et Fast Company cite Janet comme l'une des « personnes les plus créatives en affaires » de 2015.
En février 2015, l'American Library Association honore Redefining Realness du Stonewall Book Award. Plus tard dans l'année, le livre de Janet est finaliste du Lambda Literary Award dans la catégorie des livres non romanesques sur les personnes transgenres et The Women's Way lui attribue leur prix, the Book Prize.
Avec Tiq Milan et Candis Cayne, Janet reçoit un prix en l'honneur de la vie et du travail de Marsha P. Johnson et Sylvia Rivera au Logo Trailblazer Honors de 2016. Elle se réfère à Marsha et Sylvia comme « [ses] marraines des fées parce qu'elles ont créé le plan d'action pour notre libération ».

## Vie privée
Janet Mock habite dans la ville de New York avec son mari, le photographe Aaron Tredwell, qu'elle a épousé sur l'île d'Oahu, le 5 novembre 2015. Elle écrit à propos de sa relation avec Tredwell dans Redefining Realness. Ils divorcent en février 2019.
Elle est depuis en couple avec Angel Bismark Curiel, acteur dans la série télévisée Pose.

## Controverses
En février 2014, Janet rejoint Piers Morgan Live sur CNN, pour une entrevue personnelle. Après la diffusion de l'émission, l'interview entraîne une querelle sur Twitter entre l'équipe de Piers Morgan Live et Janet. Elle les accuse de « dramatiser sa vie » en se concentrant sur sa vie privée au lieu de se consacrer à son nouveau livre. Janet dit à BuzzFeed que Morgan n'a pas « vraiment envie de parler des questions trans, il veut dramatiser ma vie et n'a pas vraiment envie de parler du travail que je fais et de ce qui m'a poussée à écrire ce livre ». De son côté, Morgan est grandement critiqué par la communauté LGBTQ. Il en résulte que Janet est invitée une deuxième fois dans le show. Morgan essaie de comprendre les causes de la critique tandis que Janet explique le problème qu'il y a dans la façon de présenter les trans (leurs corps, leurs vies) dans les médias.
Pour répondre à la controverse, Janet apparaît dans The Colbert Report du 18 février 2014, où l'animateur écrase Morgan et donne la parole à Janet pour parler de son livre, son plaidoyer et la nécessité d'écouter les personnes trans quand elles déclarent qui elles sont. Dans une interview par Alicia Menendez de Fusion, Janet et Menendez inversent leurs rôles dans un but pédagogique autour du genre et du traitement médiatique des personnes trans. Janet, en tant qu'interviewer, demande à Menendez de prouver son genre avec des questions comme « avez-vous un vagin » pour prouver qu'elle est cisgenre, explorant les façons dont les personnes trans sont interrogés par les médias.
En mars 2016, Janet annule un discours à l'université Brown après que les élèves eurent protesté à l'invitation de Hillel, un organisme ayant des points de vue explicitement pro-sioniste[réf. nécessaire].

## Livres
- Redefining Realness: My Path To Womanhood, Identity, Love & So Much More, 2014.
- Surpassing Certainty: What My Twenties Taught Me, 2017.
- Un entretien avec Janet Mock est en vedette dans le livre Queer and Trans Artists of Color: Stories of Some of Our Lives[60] (2014) co-édité par Nia Roi avec Jessica Glennon-Zukoff et Terra Mikalson.

## Filmographie

### Productrice
- 2016 : The Trans List de Timothy Greenfield-Sanders (téléfilm documentaire)
- depuis 2018 : Pose de Ryan Murphy, Brad Falchuk et Steven Canals (série télévisée - en cours)
- 2020 : Hollywood de Ryan Murphy et Ian Brennan (mini-série télévisée)

### Scénariste
- depuis 2018 : Pose (série télévisée - en cours)
- 2020 : Hollywood (mini-série télévisée - 2 épisodes)

### Réalisatrice
- 2018-2019 : Pose (série télévisée - 3 épisodes)
- 2019 : The Politician (série télévisée - 1 épisode)
- 2020 : Hollywood (mini-série télévisée - 2 épisodes)

### Actrice
- 2017 : Daytime Divas : elle-même (saison 1, épisode 7)
- 2020 : Devs : la sénatrice Laine (rôle récurrent)